# 克魯別爾山脈
克魯別爾山脈（俄语：Хребет Крубера）是擇捉島的山脈，長24公里，高400米至700米，由數個死火山組成，最高點海拔高度853米。它以苏联地理学家亚历山大·亚历山德罗维奇·克鲁别尔命名。